# Bittner (Orgelbauer)

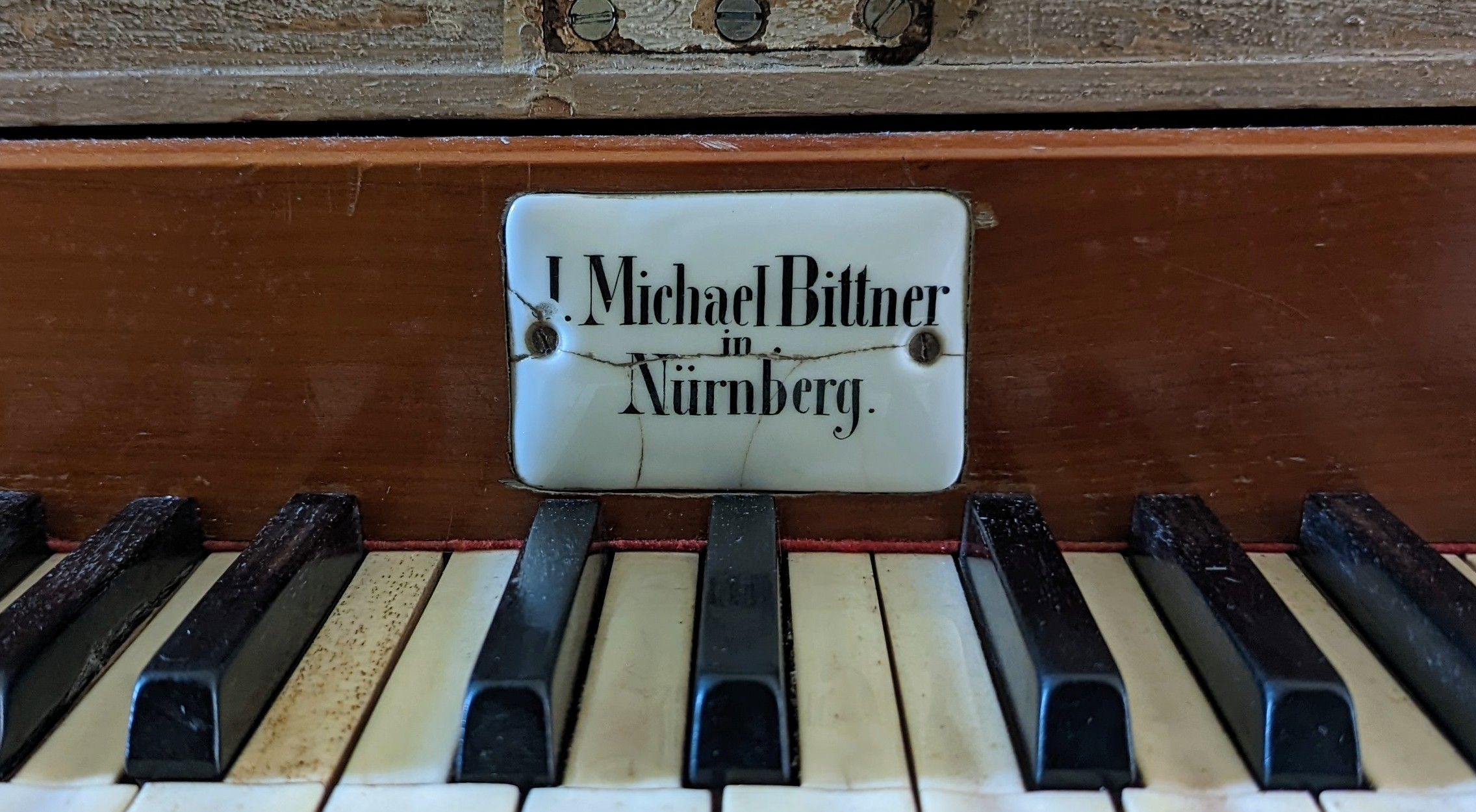
Erbauerschild von Johann Michael Bittner in Wiebelsheim (1869)

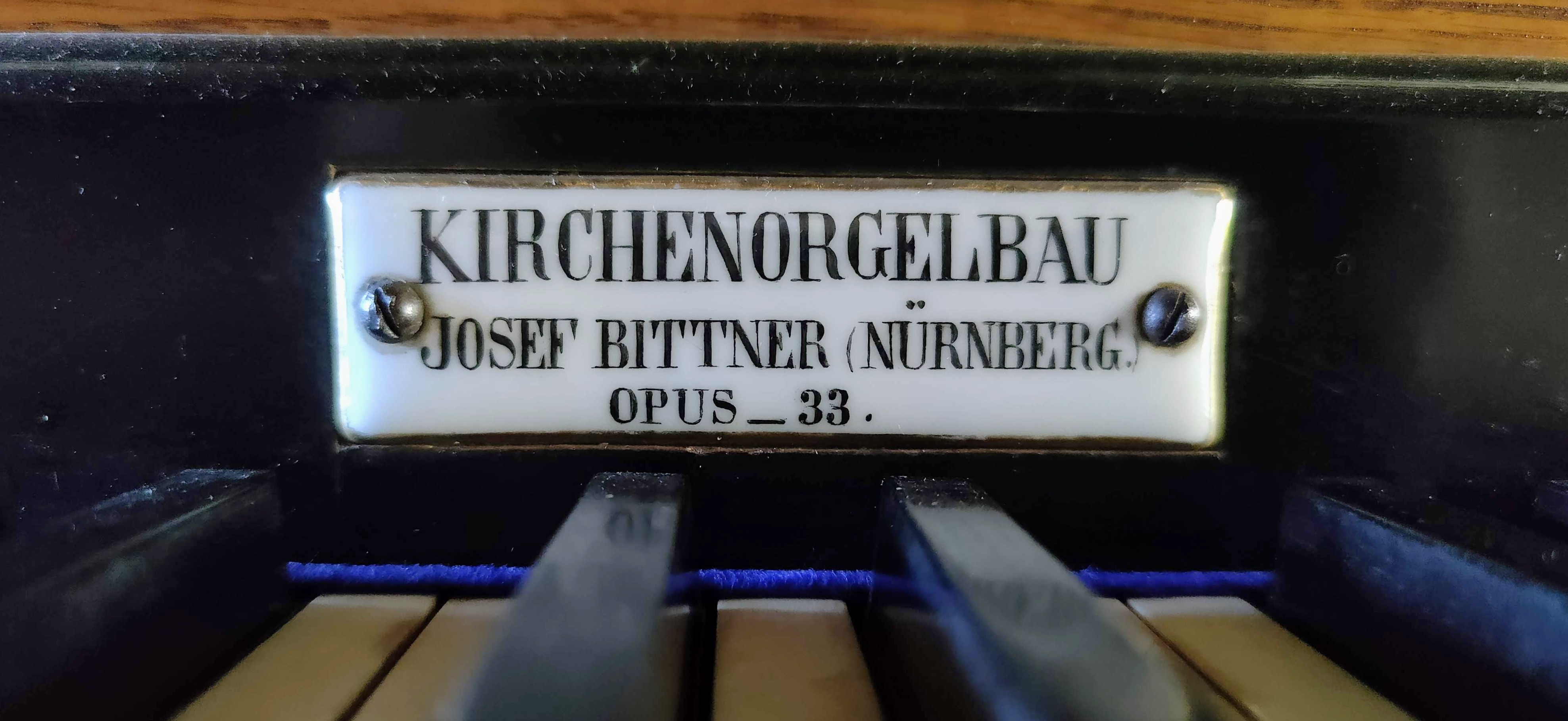
Erbauerschild von Josef Franz Bittner in Hannberg (1884)

Bittner ist der Name einer Orgelbauerfamilie in Mittelfranken und dem heutigen Oberbayern.

## Stammliste
1. Bittner, Johann Adam (Untermässing, um 1800 Hilpoltstein, um 1813 Freystadt), 25. April 1755–1824, Orgelbauer, Schreiner und Bildhauer
  1. Johann Martin, 25. März 1779 – ?, Lehrer, Schreiner und Orgelbauer
  2. Franz Joseph (Hilpoltstein), 28. April 1780 – 24. August 1863, Schreiner und Orgelbauer
    1. Max (Hilpoltstein), 18. Dezember 1809 – 22. August 1870, Orgelbauer und Zeichenlehrer
      1. Rupert (Hilpoltstein), 1841–1921, Orgelbauer

    2. Joseph I. (ab 1852 Eichstätt, 1880–1897 Nürnberg), 2. Juni 1822 – 28. April 1908, Orgelbauer
      1. Josef Franz (1879 Nürnberg, ab 1897 Eichstätt), 14. September 1852 – 25. Februar 1915, Orgelbauer, 1880 Übernahme der verwaisten Firma von Augustin Ferdinand II.
        1. August Wilhelm I. (Eichstätt), 20. April 1880 – 23. Juli 1937, 1913 Teilhaber in der Firma des Vaters, 1915 Alleininhaber. Ab 1937 Weiterführung durch seine Frau Bennonie Bittner.
          1. August Wilhelm II. (Eichstätt), 30. Oktober 1914 – 6. April 1990, ab 1945–1990 Werkstattleitung[1]
            1. August Johann (Gaimersheim), 10. August 1949, Gymnasiallehrer für Musik, Orgelforscher

          2. Franz (Eichstätt), 24. August 1916 – 13. September 1996, 1957–1988 Teilhaber der Firma

        2. Max Rupert (Auswanderung über England nach Holland), 1881–1955

      2. Karl (Eichstätt / München), 10. August 1866 – nach 1935, Orgelbauer. Ging nach 1890 als Werkmeister zu Maerz in München

  3. Augustin Ferdinand I. (Freystadt, ab 1829 Nürnberg), 17. November 1787 – 3. Oktober 1850, Orgelbauer, Schreiner und Maler
    1. Johann Michael (Freystadt; Nürnberg), 9. April 1816 – 15. Januar 1896, Orgelbauer. 1853 eigene Orgelbau-Konzession in Nürnberg
    2. Augustin Ferdinand II. (Nürnberg), 6. Juli 1817 – 29. November 1879, Orgelbauer. 1844 Teilhaber bei Augustin Ferdinand I., 1850 Alleininhaber, 1871 Übernahme der bisher selbständigen Firma seines Bruders Johann Michael